# 臼田裕次郎
臼田 裕次郎（うすだ ゆうじろう）は、日本のゲームクリエイター。元ディースリー・パブリッシャーのゲームプロデューサー。2021年現在はqureateのゲームプロデューサー。愛称は「USD」、または「米ドルP」。

## 人物
主に美少女ゲームを手掛けているゲームプロデューサー。尖ったタイトルをプロデュースするのが特色。

## プロデュース作品

### ゲーム

#### ディースリー・パブリッシャー
- @SIMPLE DLシリーズ Vol.21 THE 鑑識官 〜File.1 緊急捜査!重要な証拠をタッチせよ!〜（2013年）
- @SIMPLE DLシリーズ Vol.23 THE 鑑識官 〜File.2 緊急出動!落ちたホシを追え!〜（2013年）
- ドリームクラブGogo.（2014年）
- バレットガールズ（2014年）
- @SIMPLE DLシリーズ Vol.28 THE 連撃英雄（2014年）
- @SIMPLE DLシリーズ Vol.33 THE 熱血!炎のラーメン屋（2014年）
- オメガラビリンス[1] [2]（2015年）
- @SIMPLE DLシリーズ Vol.37 THE 巨人走（2015年）
- @SIMPLE DLシリーズ Vol.38 THE アイテム探し ～女子高生探偵 真実の事件簿～（2015年）
- バレットガールズ2（2016年）
- アイドルデスゲームTV（2016年）
- オメガラビリンスZ（2017年）

#### qureate
- NekoMiko（2019年）
- プリズンプリンセス（2020年）
- NinNinDays（2020年）
- とらぶるでいず (2020年)
- くっころでいず (2020年)
- 異世界酒場のセクステット Vol.1 〜New World Days〜 (2020年)
- 異世界酒場のセクステット Vol.2 〜Adventurer's Days〜 (2021年)
- 異世界酒場のセクステット Vol.3 〜Postlude Days〜 (2021年)
- 廃深（2021年）
- 愛怒流でいず（2021年）
- NinNinDays2（2021年）
- デュエルプリンセス（2022年）
- バニーガーデン（2024年）

### CD
- オメガラビリンス ソングコレクション
- バレットガールズ1&2 サウンドトラック
- アイドルデスゲームTV ～ドリーム ソングス～

### コミック
- オメガラビリンス　電撃コミックアンソロジー